# Centralina
Centralina é um município brasileiro do interior do estado de Minas Gerais, Região Sudeste do país. 
Sua população, conforme estimativas do IBGE de 2021, era de 10 343 habitantes.

## História
O fundador da cidade foi Nicolau Antônio, natural da Sir-Eldânia, Síria, que nasceu em 2 de Fevereiro de 1902 e faleceu em 22 de abril de 1948, aos 46 anos de idade.

## Turismo
O município de Centralina é considerado "potencialmente turístico", o que pode ser comprovado pelas paisagens à beira dos Rios Paranaíba e Piedade. Inúmeras construções como ranchos e pousadas podem ser vistas e visitadas por longo trecho daqueles rios, principalmente o Rio Paranaíba, com quase 4.000 km de extensão. Comidas típicas e os artesanatos também são fonte de atração pelos turistas.
Há festas típicas, como o Congado, Quadrilhas, Encontros Religiosos, Culturais e Esportivos (capoeira, dança, futebol, voleybol, basquetebol), realizadas na cidade, assim como o Carnaval, a Exposição Agropecuária e o Juninão, que atraem milhares de visitantes todos os anos.

## Datas festivas
- Janeiro - Aniversário da Cidade
- Fevereiro - Carnaval (Carnacen)
- Abril ou maio - Festa de São José e São Sebastião
- Junho - Festas - Junina realizada pelas escolas do Município
- Agosto - Exposição Agropecuária de Centralina MG (Expocen) e "Dia dos Evangélicos"
- Setembro - Festa de Nossa Senhora do Rosário e São Benedito
- Novembro - Festa do Padroeiro Cristo Rei e Nossa Senhora Aparecida
- Dezembro - Reveillon